# Frank Leslie Stillwell
Pour les articles homonymes, voir Stillwell.
Frank Leslie Stillwell, né le 27 juin 1888 à Hawthorn et mort le 8 février 1963 à Melbourne, est un géologue australien.

## Biographie
Stillwell fait ses études à l'université de Melbourne et rejoint l'expédition antarctique australasienne (1911-1914) de Douglas Mawson comme géologue. Il passe 17 mois en Antarctique au camp de base principal de la baie du Commonwealth, les Mawson's Huts.
Stillwell travaille ensuite de 1919 à 1921 à Broken Hill en Nouvelle-Galles du Sud comme assistant géologue dirigé par Ernest Clayton Andrews (en). De 1927 à 1928, il cartographie l'aurifère de Kalgoorlie en Australie-Occidentale.
En 1951, il est lauréat de la médaille Clarke décernée par la Royal Society of New South Wales.
Stillwell rejoint en 1910 la Royal Society of Victoria et sert comme président de 1953 à 1954.
Il est membre de l'Ordre de l'Empire britannique.